# Buckwild
Buckwild es un popular productor de hip hop nativo del Bronx, New York. Primeramente como DJ, Buck comenzó a producir tras conocer al MC/productor Lord Finesse. Más tarde se uniría al grupo D.I.T.C. de Finesse, junto con Showbiz and A.G., Diamond D, Fat Joe, O.C. y el fallecido Big L. Su primer gran trabajo llegó tras producir la mayoría de las canciones del clásico álbum Word...Life de O.C., en 1994, más notablemente el sencillo "Time's Up". Ese mismo año produjo tres canciones del segundo álbum de Organized Konfusion titulado Stress: The Extinction Agenda, además de un tema del álbum Everything Is Everything de Brand Nubian. En 1995 continuó produciendo un gran número de álbumes de hip hop undeground, incluidos Lifestylez Ov Da Poor & Dangerous de Big L, Doe Or Die de AZ, 4,5,6 de Kool G Rap y The Natural de Mic Geronimo. Hacia mediados y finales de los 90, produjo a artistas como Akinyele, Tha Alkaholiks, Beastie Boys, Big Pun, Brand Nubian, Capone-N-Noreaga, Diamond D, Fat Joe, Jay-Z, Ma$e, Memphis Bleek, Nas, O.C., Organized Konfusion, Sadat X, Mad Skillz y The Notorious B.I.G.. Quizás su producción más famosa sea el sencillo "Whoa!" de Black Rob, del año 2000. Recientemente, Buckwild ha producido a 50 Cent, Beanie Sigel, Cormega, OutKast, Nas y The Game.

## Notables producciones
- 50 Cent "I Don't Need Em", de The Massacre
- AZ "Ho Happy Jackie", de Doe Or Die
- AZ "I'm Back" y "Re-Birth", de Aziatic
- AZ "Live Wire", de A.W.O.L.
- Beanie Sigel "Look At Me Now", de The B. Coming
- Big L "Put It On", "8 Iz Enuff", "Danger Zone" y "Da Graveyard", de Lifestylez Ov Da Poor & Dangerous
- Big Pun "Dream Shatterer [Original Version]", de Endangered Species
- Black Rob "Whoa!", de Life Story
- Brand Nubian "Alladat", de Everything Is Everything
- Brand Nubian "Maybe One Day" y "Brand Nubian", de Foundation
- Capone-N-Noreaga "Neva Die Alone" y "Black Gangstas", de The War Report
- Jay-Z "Lucky Me", de In My Lifetime, Vol. 1
- Kool G Rap "Blowin' Up In The World" y "Fast Life", de 4,5,6
- Kool G Rap "Holla Back" y "The Streets", de The Giancana Story
- Mad Skillz "VA In The House", "Doin Time In The Cypha" y "Get Your Groove On", de From Where???
- Mic Geronimo "Train Of Thought", "Masta I.C." y "Three Stories High", de The Natural
- Nas "These Are Our Heroes", de Street's Disciple
- O.C. "Word...Life", "O-Zone", "Born 2 Live", "Time's Up", "Point O Viewz", "Let It Slide" y "Ma Dukes", de Word...Life
- O.C. "The Chosen One", "Far From Yours" y "Hypocrite", de Jewelz
- Organized Konfusion "Stress", "Thirteen" y "Why", de Stress: The Extinction Agenda
- The Game "Like Father, Like Son", de The Documentary
- The Notorious B.I.G. "I Got A Story To Tell", de Life After Death